# Ochicanthon peninsularis
Ochicanthon peninsularis là một loài bọ cánh cứng trong họ Bọ hung (Scarabaeidae).